# Buayan (Fluss)
Der Buayan (eng.: Buayan River) ist ein Fluss, der in der Provinz South Cotabato fließt, auf den Philippinen. Er entspringt an der Nordostflanke des Mount Matutum. Der Fluss mündet in der Nähe der gleichnamigen Gemeinde General Santos City in die Bucht von Sarangani. Der Buayan hat eine Länge von 64,17 km und ein Wassereinzugsgebiet von 1434 km². Sein Einzugsgebiet wird im Osten durch die Tangbulan-Gebirge, im Südosten durch die Kioto-Berge, im Westen durch die Nopol-Hügel und im Nordwesten durch die Quezon-Berge begrenzt.
Ab seiner Quelle, im Norden der Gemeinde Polomolok, fließt der Buayan in östliche Richtung in einer Schlucht mit fast senkrechten  Felswänden, nach Verlassen der Schlucht vereint er sich mit dem Malungon, der am Mount Tangali seine Quelle hat, und ändert seine Fließrichtung nach Süd und fließt dann in einer weiten Ebene dem Meer entgegen. Seine wichtigsten Nebenflüsse sind der Kalaha, der im Tangbulan-Gebirge entspringt, und der Tinagakan, der in Nopol-Hügeln entspringt. Der Maribulan entspringt den Kioto-Bergen und vereint sich mit dem Buayan kurz vor seiner Mündung in der Bucht von Sarangani, bei starken Niederschlägen tritt er über die Ufer und mündet auch direkt ins Meer. 